# Oedothorax howardi
Oedothorax howardi är en spindelart som beskrevs av Alexander Petrunkevitch 1925. Oedothorax howardi ingår i släktet Oedothorax och familjen täckvävarspindlar. Inga underarter finns listade i Catalogue of Life.